# Procecidochares gibba
Procecidochares gibba es una especie de insecto del género Procecidochares de la familia Tephritidae del orden Diptera. Friedrich Hermann Loew la describió en 1873.

Las larvas forman agallas en los tallos de Ambrosia. Se encuentra en Canadá y Estados Unidos.